# Animal Collective
Animal Collective ist eine US-amerikanische Rockband, die seit 1999 aktiv ist. Sie stammt aus der Musikszene New York Citys, hat ihre Wurzeln aber in Baltimore. Die Bandmitglieder, die alle unter Pseudonymen auftreten, sind David Portner (Avey Tare), Noah Lennox (Panda Bear), Brian Weitz (Geologist) und Josh Dibb (Deakin). Charakteristisch für die Band ist experimentelle Pop- und Rockmusik zwischen Folk, Psychedelia und Electronica.

## Werdegang
Die vier Mitglieder trafen sich in ihrer Kindheit und Jugend und begannen bereits um 1992, gemeinsam in verschiedenen Konstellationen Musik zu machen.
Noah Lennox und Josh Dibb gingen zusammen auf eine Grundschule in Baltimore und lernten sich schon in der zweiten Klasse kennen, woraus schnell eine enge Freundschaft entstand. Später ging Lennox nach Pennsylvania zur High School, während Dibb die Park School of Baltimore besuchte und dort David Portner und den aus Philadelphia stammenden Brian Weitz kennenlernte. Laut Lennox hatten ihre Schulen ein „progressives“ Konzept und förderten Kreativität und künstlerischen Ausdruck als Teile einer „vollständigen Erziehung“.
Weitz und Portner begannen schon mit 15 zusammen Musik zu machen, was in ihrer gemeinsamen Liebe für Pavement und Horrorfilme begründet lag. Zunächst spielten sie ausschließlich Coversongs von Pavement und The Cure sowie die Songs „Poison“ von Bell Biv DeVoe und „Seasons In The Sun“ von Terry Jacks. Als beide Dibb trafen, gründeten sie eine Indie-Rock-Band namens Automine mit den Schulfreunden Brendan Fowler, der später unter dem Namen BARR bekannt wurde, und David Shpritz. In dieser Zeit hatten die vier Freunde erste Kontakte mit Halluzinogenen wie LSD und begannen, Improvisationsparts in ihre Stücke einzufügen. Als Portner 16 war, schrieb er für Automine den Song „Penny Dreadfuls“, der später auf dem ersten Animal-Collective-Album Spirit They’re Gone, Spirit They’ve Vanished erschien.
Nachdem ihnen nach einem Auftritt von einem Zuschauer gesagt wurde, ihre Musik erinnere an Pink Floyd zur Zeit Syd Barretts und die frühen Grateful Dead und sie darüber hinaus über eine Rezension die Climax Golden Twins kennenlernten, begannen sie sich für psychedelische und soundlastige Musik wie Noggin und Krautrock wie Silver Apples und Can zu interessieren. Mittlerweile war Lennox den beiden neuen Freunden von Dibb vorgestellt worden und die vier begannen, in verschiedenen Konstellationen und oft auch solo zu spielen. Zu dieser Zeit entstanden große Mengen an Homerecordings, die sie untereinander tauschten.
Unter anderem starteten Weitz und Portner eine Band namens Wendy Darling, in der sie zum ersten Mal einen Drumcomputer benutzten. Ihr Sound war beeinflusst von den Soundtracks ihrer Lieblingshorrorfilme wie The Texas Chain Saw Massacre und Shining, besonders von György Ligeti und Krzysztof Penderecki. Portner sagte in einem Interview 2006 mit Simon Reynolds zurückblickend:

“We had never heard so-called experimental music at the time, we didn’t know that people made music with textures and pure sound. So we started doing that ourselves in high school, walls of drones with guitars and delay pedals and us screaming into mics.”

„Wir hatten bis zu dem Zeitpunkt nie von sogenannter experimenteller Musik gehört, wir wussten nicht, dass es Leute gab, die mit Struktur und bloßem Klang Musik machten. Also fingen wir selbst in der Highschool damit an: Gitarrendröhnen, Delay und Schreie ins Mikrophon.“

Nach und nach kam ihre Musik dem späteren Sound Animal Collectives näher.
Während Portner (New York University) und Weitz (Columbia University) nach New York City zogen, gingen Lennox (Boston University) und Dibb (Brandeis University) nahe Boston auf Privatuniversitäten und begannen mit der Arbeit an Lennox’ Debütalbum Panda Bear, was sich aus der Menge an Aufnahmen aus seinen späten High-School-Jahren zusammensetzte. Außerdem gründeten sie ihr eigenes Label, Soccer Star Records, auf dem das Album 1998 erschien.

### Spirit They’re Gone, Spirit They've Vanished
Portner indes hasste sein Leben als Student an der NYU und fuhr mit Weitz jeden Sommer zurück nach Maryland, um die anderen beiden zu treffen und zusammen zu proben. In dieser Zeit arbeitete auch Portner an einem Album, das später Spirit They're Gone, Spirit They've Vanished werden sollte. Portner bat Lennox, zu seinen Solosongs Schlagzeug zu spielen; im Sommer 1999 nahmen sie dieses zusammen mit Klavier und Akustikgitarre auf. Den Rest des Jahres fuhr Portner an Wochenenden zurück nach Maryland, um Overdubs aufzunehmen und das Album abzumischen. Spirit They’re Gone, Spirit They’ve Vanished erschien schließlich im folgenden Sommer unter dem Bandnamen Avey Tare and Panda Bear auf ihrem eigenen Label, welches inzwischen von Soccer Star Records in Animal umbenannt worden war.
Weitz moderierte parallel zu seinem Studium der Umweltpolitik und Meeresbiologie eine Noise-Sendung auf WKCR, dem College-Radiosender der Columbia University. An Wochenenden lieh er sich Avantgarde-Musik aus dem Sortiment des Senders und hörte sie sich zusammen mit Portner nächtelang an, was den musikalischen Horizont der beiden rasant erweiterte.
Im Sommer 2000 verbrachten alle vier mehrere Monate zusammen in Portners Wohnung in Downtown New York mit intensiven Jamsessions unter Verwendung alter Synthesizer, Akustikgitarren und Haushaltsgegenständen. Laut Lennox wurde in diesem Sommer die Grundlage für die gesamte spätere Musik von Animal Collective geschaffen:

“[…] everything since then has been a variation of what we explored that summer. Dave and I had already made the Spirit They’re Gone record, but during the summer we really cracked the egg open. It seemed like we could go anywhere we wanted after that.”

„[…] alles seitdem ist eine Variation dessen was wir in diesem Sommer erforschten. Dave und ich hatten schon Spirit They’re Gone gemacht, aber in diesem Sommer ist der Knoten wirklich geplatzt. Es schien als könnten wir danach gehen, wohin wir wollten.“

Zum Bedauern der Band wurden die gesamten Aufnahmen dieses Sommers gestohlen, als Portner umzog und alle vier das Auto in der Nacht vor dem Umzug bepackten.
Neben dem Studium veranstaltete Portner eine Zeitlang Konzerte an der New York University, unter anderem für die New Yorker Band Black Dice, deren Mitglied Eric Copeland er in einem Seminar kennen gelernt hatte. Im Jahr 2000 stellte Portner Spirit They’re Gone, Spirit They’ve Vanished fertig; gleichzeitig brachen Lennox und Dibb ihr Studium in Boston ab und zogen nach New York City. Im August traten Lennox und Portner erstmals zusammen auf und spielten eine Campfire-Songs-Show in der Mercury Lounge in New York City; die Setlist umfasste zwei Songs des später erschienenen Albums Campfire Songs. Inzwischen hatte sich Eric Copeland mit der Band angefreundet, und so traten Portner und Lennox am 18. September 2000 mit Black Dice, Dogg and Pony und The Rapture in dem New Yorker Club The Cooler auf. Da Portner und Lennox als Duo dort erstmals unter dem Namen Avey Tare & Panda Bear spielten, kann dies als erster Animal-Collective-Auftritt bezeichnet werden.
Bei diesem Konzert trugen beide auch zum ersten Mal Gesichtsfarbe und Masken, was später ein wichtiges Markenzeichen ihrer Liveauftritte wurde und ihnen schnell einen Ruf in der Musikszene New Yorks verschaffte. Von da an trug Portner zwei Jahre eine Maske bei Auftritten. Lennox trug zunächst eine Pandabär-Haube, später Gesichtsfarbe und auf einer Europatour im Frühling 2004 eine weiße Perücke. Dibb trat lediglich während der Here Comes the Indian-Tour 2002 maskiert auf. Während einer Australien-Tour im November 2006 trat die Band zum bis jetzt letzten Mal maskiert auf.
Laut Portner dienten die Verkleidungen dem Abbau von Anspannung bei Auftritten; außerdem ermöglichten sie ihnen, „einfacher einen Platz in dieser anderen Welt zu finden, in die wir die Zuschauer mitnehmen wollten“ Schließlich hörten sie auf, da sie dem Image einer „Maskenband“ entgehen wollten und um die Zuschauer nicht zu sehr von der Musik abzulenken.
Weitz trägt live als einziger nach wie vor eine Kopflampe.

### Danse Manatee—Here Comes the Indian
Nachdem Portner und Lennox als Duo einige Auftritte in New Yorker Clubs gespielt hatten, stieß Ende 2000 Weitz hinzu. Das Livematerial dieser Zeit wurde zum großen Teil auf dem Album Danse Manatee verarbeitet, welches 2001 unter dem Namen Avey Tare, Panda Bear and Geologist auf dem New Yorker Label Catsup Plate erschien. Diese Arbeitsweise, Lieder bei Liveauftritten weiterzuentwickeln, sie dann aufzunehmen, um anschließend wieder neues Material live zu erproben, setzte sich innerhalb der Band durch und wurde zu einem Charakteristikum von Animal Collective.

In besonderem Maße hatte die enge Freundschaft zu Black Dice einen großen Einfluss auf den Werdegang der Gruppe. Im Sommer 2001 wurden sie von den schon etwas bekannteren Black Dice auf ihre erste Tour mitgenommen, auf der sie Shows vor zehn Zuschauern oder weniger spielten und teilweise sogar von Veranstaltern der Strom abgestellt wurde, weil diese die Musik nicht mochten. Laut Weitz lernten sie jedoch zu dieser Zeit viel von den damals schon Tour-erfahrenen Black Dice.
Die Setlists der Tour wurden zum Teil auf dem 2002 erschienenen Live-Album Hollinndagain festgehalten. Es erschien auf St. Ives, einem Tochterlabel von Secretly Canadian, das ausschließlich limitierte Vinyl-Editionen veröffentlicht. Zunächst auf 300 Stück limitiert, hatte jedes Exemplar ein handgemachtes und individuell gestaltetes Cover. Als einer der seltensten Tonträger der Band wurde es am 31. Oktober 2006 von Paw Tracks auf CD und Vinyl wiederveröffentlicht.
Erst nach der Tour 2001 mit Black Dice stieß Josh Dibb zur Gruppe. Zu viert nahmen sie im November 2001 das Album Campfire Songs auf, welches erst 2003 auf Catsup Plate erschien. Das Konzept des Albums und Teile des Materials stammten schon aus der Zeit der ersten Auftritte von Avey Tare and Panda Bear in New York. Alle fünf enthaltenen Lieder wurden auf einer überdachten Veranda in Monkton, Maryland, in einem Take live auf Minidisc aufgenommen, wobei eins der Mikrofone zusätzlich im Freien platziert wurde, um Geräusche der Umwelt einzufangen. Außerdem wurden Field Recordings der Umgebung nachträglich eingefügt. Die Idee der Aufnahmen war, ein Album aufzunehmen, das so warm und einladend sei wie ein Lagerfeuer (engl. campfire).
Das ursprüngliche Album ist vergriffen und wurde im Januar 2010 von Paw Tracks neu aufgelegt.
Nach dieser Session fingen sie nun erstmals zu viert an, an neuem Material zu arbeiten, das später auf dem Album Here Comes the Indian erschien. Zu dieser Zeit sahen sie sich zum ersten Mal mit ernsten Problemen innerhalb der Gruppe konfrontiert. Ihre erste große Tour Anfang 2002 durch den Süden der USA bezeichneten sie im Nachhinein als „ziemlich brutal“. „Während dieser Tour verloren wir alle den Verstand“, erinnert sich Portner. Kurz vor der nächsten Tour bekam Weitz zu seiner Freude eine Zusage seiner favorisierten Graduate School (vergleichbar mit dem deutschen Graduiertenkolleg) in Arizona. Nach weiteren drei chaotischen Tagen auf Tour, einer Autopanne, kaputtem Equipment und Geldmangel drohten die restlichen Auftritte auszufallen. „An dem Punkt wussten wir alle, dass wir nach Hause fahren, die Songs aufnehmen und dann Abstand voneinander brauchen würden – und wir hatten immer noch zwei Wochen Tour vor uns“, erinnert sich Weitz im Collected Animals Forum. Als sie San Francisco erreichten, entschied er sich schließlich für die Graduate School und verließ die Band für ein Jahr.
Neben dem intensiven Touren erlangte die Band im Jahr 2002 erstmals überregionale Aufmerksamkeit durch ihren Gastauftritt auf Arto Lindsays Album Invoke.
Da Josh Dibb alias Deakin nun zur Band gestoßen war, fanden die Mitglieder die Aufzählung der einzelnen Namen mit Avey Tare, Panda Bear, Deakin and Geologist als Bandname zu lang. Außerdem rieten ihnen Plattenfirmen, sich zu Vermarktungszwecken einen einheitlichen Namen zu geben. Inspiriert von ihrem alten Label Animal entschieden sie sich für „Animal Collective“, behielten sich aber die Freiheit vor, je nach Stimmung oder Situation unter diesem Namen in verschiedenen Konstellationen von mindestens zwei der Mitglieder zu arbeiten. Ihre erste Veröffentlichung unter diesem Namen war Here Comes the Indian, das 2003 auf ihrem eigenen, erneut umbenannten Plattenlabel Paw Tracks erschien. Dieses wurde zusammen mit Todd Hyman von Carpark Records neu ins Leben gerufen. Bis heute entscheiden die Mitglieder von Animal Collective, welche Interpreten Paw Tracks unter Vertrag nimmt, während Hyman das alltägliche Label-Geschäft leitet.
Here Comes the Indian war der erste Tonträger, an dem alle vier Mitglieder musikalisch mitwirkten (bei Campfire Songs hatte Brian Weitz die anderen drei lediglich aufnahmetechnisch unterstützt). Die dichten Strukturen und die Energie des Albums verhalfen der Band auch über die Grenzen New Yorks hinaus zu größerer Aufmerksamkeit. Nach der Veröffentlichung von zwei Alben im Jahr 2003 war es erneut Black Dice, die den Kontakt zum englischen Independent-Label FatCat Records herstellten, welches schließlich Animal Collective unter Vertrag nahm. Die erste Fat-Cat-Veröffentlichung des Kollektivs war eine Doppel-CD mit Spirit They’re Gone, Spirit They’ve Vanished und Danse Manatee, die bis dato nur in und um New York bekannt und erhältlich waren.

### Sung Tongs—Strawberry Jam
Nach den dichten Klangwelten von Here Comes the Indian entschieden Portner und Lennox, sich auf reduzierteres Material zu konzentrieren. Jeder der beiden begann, Lieder zu schreiben und bald traten sie als ein Duo mit Akustikgitarren, einer Tom und einigen Effekten auf. In dieser Konstellation tourten sie mit dem völlig neuen Material weltweit, was einen Großteil des Jahres 2003 in Anspruch nahm. Sie spielten unter anderem als Vorband von múm und Four Tet, bevor sie nach Lamar, Colorado reisten, um die Lieder mit Rusty Santos, einem New Yorker Musiker und Freund der beiden, aufzunehmen. Das Resultat war Sung Tongs, 2004 veröffentlicht auf Fat Cat Records. Sung Tongs erfuhr weltweit Aufmerksamkeit der Musikpresse und wird weithin als Durchbruch der Band gesehen. Pitchfork Media setzte es auf Rang neun der „besten Alben der ersten Hälfte des Jahrzehnts“ (2000–2004).
In der Zwischenzeit kehrte Brian Weitz aus Arizona zurück und stieß zusammen mit Josh Dibb wieder dazu. Nun begannen sie an dem nächsten Album zu arbeiten, das schließlich unter dem Namen Feels 2005 veröffentlicht wurde, wobei sie schon im Frühjahr 2004 ihre Tour mit ausschließlich Post-Sung-Tongs-Material starteten. Ausnahmen sind die Songs „We Tigers“ und „Kids on Holiday“, die bis heute regelmäßig im Liveset der Band auftauchen. Während einer Europatour im Frühling und einem Stopp in Edinburgh stellte sie Kieran Hebden alias Four Tet der Folksängerin Vashti Bunyan vor, da Hebden zuvor in Bunyans Band gespielt hatte. Die vier waren schon länger große Fans der Kult-Folksängerin und ihres einzigen Albums Just Another Diamond Day, doch auch Bunyan hatte kurz vorher die Musik des Quartetts für sich entdeckt. Nach einem gemeinsamen Abend fragten sie Bunyan schließlich, ob sie nicht mit der Band aufnehmen wolle. Sie ermutigten Bunyan, die Leadvocals bei drei übrig gebliebenen Liedern der Sung Tongs-Ära zu singen; das Resultat war die Anfang 2005 veröffentlichte Prospect Hummer EP. Brian Weitz, der seit Anfang 2004 einer Berufstätigkeit nachging, fehlte auf dieser Tour und somit auch bei der Aufnahmesession, steuerte aber ein Instrumental-Stück zu der EP bei.
Die Veröffentlichung führte zu einem Plattendeal zwischen Fat Cat Records und Vashti Bunyan, die schließlich nach einer fünfunddreißigjährigen Pause ihr zweites Album schrieb, aufnahm und noch 2005 auf dem Label veröffentlichte.
Im Oktober desselben Jahres erschien Animal Collectives mit Spannung erwartetes sechstes Album, erneut als Arbeit aller vier Mitglieder. Feels wurde aufgenommen in Seattle mit Scott Colburn (Climax Golden Twins), der zuvor unter anderem mit den Sun City Girls zusammengearbeitet hatte. Das Album erreichte Rang 27 der US-amerikanischen Independent-Charts und stellte damit die erste Chartplatzierung der Gruppe dar.
Der Veröffentlichung von Feels folgte die bis dahin längste Tour der Band, die bis in den Herbst 2006 reichte und sie erstmals nach Australien und Neuseeland führte. Sie traten in ganz Nordamerika und auf vielen europäischen Festivals auf, unter anderem als Headliner im Carling Tent der Reading and Leeds Festivals.
Gemäß ihrer bisherigen Arbeitsweise, live zu großen Teilen unaufgenommenes Material zu spielen, präsentierten sie während dieser Tour mehrere neue Lieder, die bis dahin nur unter ihren Arbeitstiteln bekannt waren: „Reverend Green“, „Fireworks“ (anfangs auch „Allman Vibe“ oder „Bottle Rocket“), „Chores“, „#1“, „Safer“, „Peace Bone“, „Cuckoo“ und „Street Flash“. Fast alle der genannten erschienen, teilweise unter leicht abweichenden Namen, auf ihrem 2007er Album Strawberry Jam.

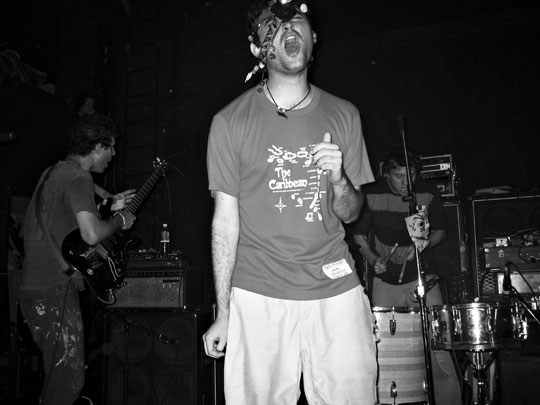
Animal Collective live am 27. Dezember 2006

Im Sommer 2006 starb Josh Dibbs Vater. Dies führte unter anderem zu einem Abbruch des Auftritts am 15. Juli auf dem Rock Herk Festival in Herk-de-Stad, Belgien, nach nur zwei Liedern.
Im späten Herbst 2006 erschien auf Animal Collectives australischem Label Spunk Records die People EP als 7″-Single, zunächst nur in Australien, Anfang 2007 dann weltweit als 12″ und CD auf Fat Cat Records. Sie enthält Studioaufnahmen der Lieder „People“, „Tiwkid“ und „My Favorite Colors“ sowie eine Liveversion von „People“.
Im Januar 2007 kündigte das Londoner Indie-Label Domino Records an, das folgende, noch namenlose Animal Collective-Album herauszubringen. Während der Aufnahmen Anfang 2007 gab zudem Mitglied Josh Dibb über das Collected Animals Forum bekannt, er werde wegen „unzähliger persönlicher Gründe“ bis Herbst eine Tourpause einlegen. Bis jetzt ist er nicht dauerhaft zur Band zurückgekehrt, welche seitdem zu dritt auftritt.

Am 4. Juli 2007 tauchte das neue Album Strawberry Jam als Leak im Internet auf. Es wurde erst am 11. September 2007 in den USA veröffentlicht und bekam sehr gute Kritiken. Lieder wie „For Reverend Green“ wurden gelobt für Avey Tares große gesangliche Vielseitigkeit, doch auch Panda Bear war wieder musikalisch stärker präsent als beim Vorgänger Feels. Der letzte Song des Albums, ein Lied über einen Hund aus Lennox’ Kindheit namens Derek, erinnert sehr an den Stil seines zuvor erschienen Soloalbums Person Pitch. Eine Serie von EPs und Singles führte zu dieser Veröffentlichung, welche viel Beifall erhielt und unter anderem von Pitchfork Media und Tiny Mix Tapes noch vor Strawberry Jam zum „Album des Jahres 2007“ gekürt wurde.
Am 27. April 2007 erschien zudem ein Album von David Portner und seiner Ehefrau Kristín Anna Valtýsdóttir, früher Mitglied der isländischen Band múm und bekannt unter ihrem Künstlernamen Kría Brekkan. Pullhair Rubeye erregte Aufsehen, da die vorher auf Konzerten des Duos gespielten Lieder im Gegensatz zu den Liveversionen auf dem Tonträger rückwärts abgespielt veröffentlicht wurden. Die Kritiken waren sowohl in den Medien als auch bei den Fans zurückhaltend bis sehr negativ; in der Folge tauchten mehrere digital „reparierte“ Versionen mit den vorwärts abgespielten Liedern im Internet auf.

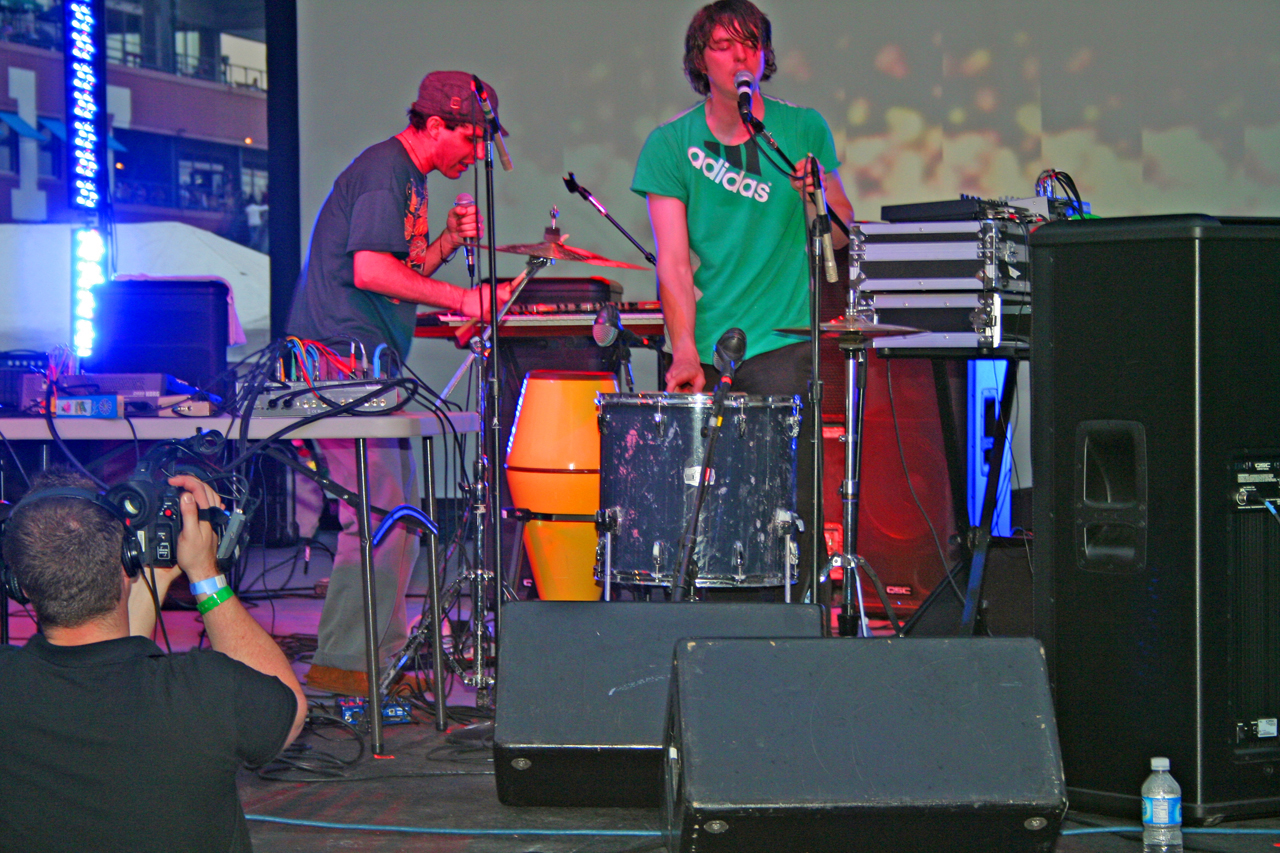
Animal Collective live auf dem Seaport Music Festival in New York City, 1. Juni 2007

### Merriweather Post Pavilion
Die Band absolvierte das ganze Jahr 2007 über mehrere Europa- und Amerika-Tourneen und nahm schon im Mai eine Reihe von Post-Strawberry Jam-Songs in ihr Liveset auf. Diese wurden in einer intensiven, zweiwöchigen Songwritingphase vor der Tour geschrieben, bereits Monate bevor Strawberry Jam erschien.
Am 5. Oktober 2007 debütierte die Band zudem im nationalen Fernsehen bei der US-amerikanischen Show Late Night with Conan O’Brien – noch einmal in voller Besetzung zusammen mit Josh Dibb. Sie spielten das Lied „#1“ von ihrem gerade erschienenen Album.
Am 12. März 2008 tauchte ein Leak der EP Water Curses im Internet auf, am 5. Mai folgte schließlich deren Veröffentlichung. Am 9. April wurde das enthaltene, gleichnamige Lied separat digital veröffentlicht.
Im Frühjahr 2008 begann Animal Collective zu dritt die Aufnahmen zu ihrem achten Studioalbum. dessen Name Merriweather Post Pavilion offiziell auf der Website der Band am 5. Oktober 2008 bekannt gegeben wurde. Die Veröffentlichung folgte am 6. Januar 2009. Schon im Vorfeld wurde es von mehreren Musikmagazinen wie FACT zum „Besten Album des Jahres 2009“ erklärt, während das Uncut Magazine es sogar als „Meilenstein amerikanischer Alben dieses Jahrzehnts“ bezeichnete. Auf der darauffolgenden Tour durch Europa und die USA waren Animal Collective unter anderem Headliner des All Tomorrow’s Parties Festivals New York, wo Lennox zusätzlich als Solo-Act Panda Bear auftrat.

Merriweather Post Pavilion, 2009

Gleich zu Anfang des Jahres war der neue Song „What Would I Want? Sky“ ein fester Bestandteil des Sets, im Mai kam „Bleed“ hinzu. Beide Lieder erschienen später auf der Fall Be Kind EP.

Am 23. März erschien die erste Merriweather Post Pavilion-Single „My Girls“; dieser Song wurde Ende 2009 von Pitchfork Media zum besten Lied des Jahres ernannt. Der Auskopplung folgte ein erneuter TV-Auftritt am 7. Mai 2009, diesmal bei der Late Show with David Letterman mit ihrer zweiten Single „Summertime Clothes“. Außerdem waren erstmals vier mit Tüchern verhüllte Tänzer Teil ihrer Performance. Diese erschienen ebenfalls im Musikvideo von „Summertime Clothes“, bei dem Danny Perez, ein enger Freund der Band, Regie führte. Die Singleveröffentlichung am 7. Juli 2009 beinhaltete zudem Remixes von Zomby, Dâm-Funk und Leon Day.
Im Mai erschien außerdem auf Catsup Plate die seit Jahren angekündigte Animal Crack Box, ein auf 1000 Exemplare limitiertes Vinyl-Live-Set. Es beinhaltet bisher unbekannte Live-Aufnahmen von den Anfängen in New Yorker Clubs im Jahr 2000 bis zur Sung Tongs-Tour 2003. Kurz zuvor wurde bei eBay ein Testdruck der Box versteigert, dessen Erlös Ärzte ohne Grenzen zugutekam.
Brother Sport, die nächste Single von Merriweather Post Pavilion wurde am 9. November als Vinyl mit einer Liveversion des Songs „Bleeding“ als B-Seite veröffentlicht.
Zusätzlich wurde Mitte November ein Video für das Lied „In The Flowers“ auf der offiziellen Website der Band gepostet. Es stammt von David Portners Schwester Abby Portner (First Nation, Rings)
Am 15. Dezember folgte die Fall Be Kind EP, die zwei übrig gebliebene Songs der Merriweather Post Pavilion-Zeit enthält, „Graze“ und „I Think I Can“, sowie „What Would I Want? Sky“ mit dem ersten legalen Grateful-Dead-Sample und „On A Highway“. Das von Liveauftritten bereits bekannte „Bleed“ ist ebenfalls enthalten.
Ende des Jahres 2009 wurde das Album Merriweather Post Pavilion sowohl von Pitchfork Media als auch von Tiny Mix Tapes zum besten Album des Jahres ernannt.
In den Jahresbestenlisten der deutschen Musikpublikationen intro, Musikexpress, Rolling Stone, Spex und Visions platzierte sich Merriweather Post Pavilion unter den besten 10 bzw. besten 20 Alben. Im Spex-Leserpoll 2009 sogar auf dem 2. Platz.

### „Visuelles Album“ und Tourpause
Seit 2006 arbeitete die Band an ODDSAC, einem „Visuellen Album“ bzw. Musikfilm unter Regie von Danny Perez, der schon die Videos zu den Singles Who Could Win a Rabbit? und Summertime Clothes beigesteuert hatte. Der Film soll die Musik Animal Collectives visualisieren und laut Lennox „in etwa das zeigen, was jemand sieht, wenn er Animal Collectives Musik hört und dabei die Augen schließt.“ Weitz fügte hinzu, es sei „das experimentellste, was wir je gemacht haben.“ Laut Portner hat der Film „keine zusammenhängende Handlung. Es ist mehr eine visuelle oder psychedelische Angelegenheit. Es gibt Teile, die fast komplett abstrakt sind, und wieder andere zeigen eher Live-Action.“ Alle Mitglieder seien „wirklich begeistert“ von dem Resultat und froh, nach drei Jahren Arbeit fertig zu sein.
Der Film feierte Weltpremiere auf dem Sundance Film Festival im Januar 2010. Ab Frühling soll ODDSAC in Nordamerika und Europa in den Kinos laufen und danach auf DVD erscheinen.
Für die Zeit nach den Konzerten in Neuseeland und Australien im Dezember 2009 kündigte die Band nach zwei Jahren auf Tour eine Pause an, um sich mehr auf die Arbeit an neuem Material konzentrieren zu können. Am 13. November gab Lennox bekannt, vor dieser Pause eine kleine Tour als Solo-Act Panda Bear durch Europa zu machen. Er stellte bei den ersten Shows in Berlin und Belgien fast ausschließlich neues Material vor und wurde in Belgien von Deakin supported, der schon kurz zuvor erstmals mit Solo-Material aufgetreten war.
Am 4. März 2010 arbeiteten Animal Collective, diesmal bestehend aus Avey Tare, Deakin und Geologist, erneut mit Danny Perez zusammen. Anlässlich der Feiern zum fünfzigjährigen Jubiläum des Salomon R. Guggenheim Museums in New York stellten sie die audio-visuelle Performance Transverse Temporal Gyrus vor.

## Bandmitglieder
- Avey Tare (David Portner; Gesang, Gitarre, Samples, Keys, Perkussion) – Sein Künstlername entstand durch das „Auseinanderreißen“ (engl. tear apart) seines Spitznamens Davey, also „Avey Tare“.
- Deakin (Josh Dibb; Gitarre, Gesang) – Früher unterschrieb Dibb Briefe an seine Freunde oft mit dem Namen „Conrad Deacon“. Innerhalb der Band verwendete er teilweise abweichende Schreibweisen: „Deaken“ auf Here Comes the Indian, „Deakin“ auf Feels und „Deacon“ auf der Grass-Single und auf Strawberry Jam.
- Geologist (Brian Weitz; Electronics, Samples, Gesang) – Der Name kommt von seiner Kopflampe, die der eines Geologen (engl. geologist) ähnelt und die er während Liveauftritten trägt, um die Technik besser erkennen zu können.[29]
- Panda Bear (Noah Lennox; Gesang, Schlagzeug, Samples, Gitarre) – Als er im Alter von 14 anfing, eigene Lieder zu schreiben, verzierte er seine ersten Aufnahmen mit Pandabären, die auch heute noch seine Lieblingstiere sind.

## Diskografie

### Studioalben
- Spirit They’re Gone, Spirit They’ve Vanished (August 2000) – Animal
- Danse Manatee (Juli 2001) – Catsup Plate
- Campfire Songs (März 2003) – Catsup Plate
- Here Comes the Indian (17. Juni 2003) – Paw Tracks
- Sung Tongs (3. Mai 2004) – FatCat Records
- Feels (18. Oktober 2005) – FatCat Records
- Strawberry Jam (10. September 2007) – Domino Records
- Merriweather Post Pavilion (20. Januar 2009) – Domino Records
- Centipede Hz (September 2012) – Domino Records
- Painting With (Februar 2016) – Domino Records
- Time Skiffs (Februar 2022) – Domino Records
- Isn’t It Now (29. September 2023) – Domino Records

### EPs
- Prospect Hummer (24. Mai 2005) – FatCat Records
- People (23. Oktober 2006) – FatCat Records
- Water Curses (6. Mai 2008) – Domino Records
- Fall Be Kind (23. November 2009) – Domino Records

### Filme
- ODDSAC (Januar 2010, Regie: Danny Perez)

### Livealben
- Hollinndagain (2002) – St. Ives, Paw Tracks
- Animal Crack Box (11. Mai 2009) – Catsup Plate

### Sampler
- Spirit They’re Gone, Spirit They’ve Vanished / Danse Manatee (6. Oktober 2003) – FatCat Records

### Singles
- Who Could Win a Rabbit (19. Juli 2004) – FatCat Records
- Grass (26. September 2005) – FatCat Records
- The Purple Bottle (4. Juli 2006) – White label
- Peacebone (21. August 2007) – Domino Records
- Fireworks (5. November 2007) – Domino Records
- My Girls (23. March 2009) – Domino Records
- Summertime Clothes (29. Juni 2009) – Domino Records
- Brother Sport (9. November 2009) – Domino Records
- Transverse Temporal Gyrus (21. April 2012) Domino Records
- Honeycomb / Gotham (6. Mai 2012) – Domino Records

### Musikvideos
- Who Could Win A Rabbit (Danny Perez)
- Grass (Superhate)
- Fickle Cycle (Scott Colburn)
- Lake Damage (Brian DeGaw)
- Peacebone (Timothy Saccenti)
- Fireworks (Jon Leone)
- Water Curses (Andrew Kuo)
- My Girls (Jon Vermilyea)
- Summertime Clothes (Danny Perez)
- Brother Sport (Jack Kubizne)
- In the Flowers (Abby Portner)
- Guys Eyes (Patrick O’Dell)
- Today’s Supernatural (Danny Perez)
- Applesauce (Gaspar Noé)
- FloriDada (PFFR)

### Splits
- Wastered (mit Black Dice) (2004) – Paw Tracks

### Remixes
- Oi bori sujie (Remix des Kočani Orkestar in Zusammenarbeit mit Taraf de Haïdouks), erschienen auf Electric Gypsyland Vol. 2 (17. November 2006)
- Little Bird (Remix von Goldfrapp), erschienen auf der Caravan Girl UK 7″ Picture disk und auf der gleichnamigen digitalen EP (30. Juni 2008)
- Mirando (Remix von Ratatat), erschienen auf der Mirando Single (3. Februar 2009)
- Zero (Remix von den Yeah Yeah Yeahs), erschienen auf der Zero 7″ #2 und bei iTunes (24. Februar 2009)
- Love Like A Sunset (Remix von Phoenix), erschienen auf dem Remix-Album Wolfgang Amadeus Phoenix (Phoenix Remixes) (20. Oktober 2009) und als freier Download
- Welt am Draht (Remix von Pantha du Prince), erschienen im Juni 2010 als freier Download

### Gastauftritte und Samplerbeiträge
- „Forest Children Risen“ auf dem Sampler U.S. Poplife Vol. 13: Northeast Newcore, Parallel Universe of Exterior and Interior (Januar 2001, nur in Japan auf Contact Records veröffentlicht) als Avey Tare and Panda Bear
- „In the City That Reads“ auf Arto Lindsays Album Invoke (25. Juni 2002, Righteous Babe Records), als Avey Tare, Deaken, Geologist, Panda Bear
- „The Kite“ auf dem Sampler They Keep Me Smiling (20. Juli 2004, United Acoustic Recordings), als Animal Collective
- „Seeing Twinkles“ auf dem Sampler Music for Plants (Juni 2005, PerfectIfOn), als Deaken and Geologist
- ohne Titel auf Visionaire #53 – Sound (1. Dezember 2007, Visionaire Publishing/LLC) als Animal Collective

### Soloveröffentlichungen und Nebenprojekte
Panda Bear:
- Panda Bear (1998, Soccer Star)
- Young Prayer (2004, Paw Tracks)
- I’m Not/Comfy in Nautica (Single) (2005, UUnited Acoustic Recordings)
- Bros (Single) (2006, Fat Cat Records)
- Carrots (Single) (2007, Paw Tracks) (Split 12″ mit Excepter)
- Person Pitch (2007, Paw Tracks)
- Take Pills (Single) (2007, Paw Tracks)
- Tomboy (Single) (2010, Paw Tracks)
- You Can Count on Me (Single) (2010, Domino)
- Last Night at the Jetty (Single) (2010, FatCat Records)
- Surfers Hymn (Single) (2011, Kompakt)
- Tomboy (2011, Paw Tracks)
- Doin' right (2013, zusammen mit Daft Punk)
- Panda Bear Meets the Grim Reaper (2015, Domino)

Jane (Panda Bear und Scott Mou):
- Paradise (2002, eigenveröffentlicht)
- COcOnuts (2002, Psych-o-Path records)
- Berserker (2005, Paw Tracks)

Avey Tare:
- Crumbling Land (2003, Fat Cat Records) (Split 12″ mit David Grubbs)
- Lucky 1 (Single) (2010, Paw Tracks)
- Down There (2010, Paw Tracks)

Terrestrial Tones (Avey Tare und Eric Copeland von Black Dice):
- Blasted (2005, Psych-o-Path records)
- Oboroed/Circus Lives (2005, UUnited Acoustic Recordings)
- Dead Drunk (2006, Paw Tracks)

Avey Tare & Kría Brekkan:
- Pullhair Rubeye (2007, Paw Tracks)

Avey Tare’s Slasher Flicks:
- Enter the Slasher House (2014, Domino)